# Melica lilloi
Melica lilloi là một loài thực vật có hoa trong họ Hòa thảo. Loài này được Bech. mô tả khoa học đầu tiên năm 1938.